# Iraquara (ort)
Iraquara är en ort i Brasilien.   Den ligger i kommunen Iraquara och delstaten Bahia, i den östra delen av landet, 800 km nordost om huvudstaden Brasília. Iraquara ligger 699 meter över havet och antalet invånare är 5 131.
Terrängen runt Iraquara är huvudsakligen platt. Iraquara ligger nere i en dal. Runt Iraquara är det ganska glesbefolkat, med 22 invånare per kvadratkilometer.. Det finns inga andra samhällen i närheten.
Omgivningarna runt Iraquara är huvudsakligen savann.